# Afrixalus crotalus
Afrixalus crotalus es una especie de anfibios de la familia Hyperoliidae.
Habita en Malaui, Mozambique y Zimbabue.
Su hábitat natural incluye sabanas secas, zonas secas de arbustos, praderas húmedas o inundadas en algunas estaciones, pantanos, marismas intermitentes de agua dulce y tierras de agricultura parcial o temporalmente inundadas.
Está amenazada de extinción por la pérdida de su hábitat natural.